# Cribrinopsis similis
Cribrinopsis similis is een zeeanemonensoort uit de familie Actiniidae.
Cribrinopsis similis is voor het eerst wetenschappelijk beschreven door Carlgren in 1921.